# Rumble
„Rumble“ je, pravděpodobně nejznámější skladba od amerického kytaristy Linka Wraye a jeho skupiny Ray Men, poprvé vydaná v roce 1958. Bob Dylan jednou řekl, že je to "nejlepší instrumentální skladba vůbec." Skladba se objevila například ve filmu Kokain z roku 2001.